# Waterstoniella modiglianii
Waterstoniella modiglianii is een vliesvleugelig insect uit de familie vijgenwespen (Agaonidae). De wetenschappelijke naam is voor het eerst geldig gepubliceerd in 1921 door Grandi.